# Architectonica perspectiva
Architectonica perspectiva är en snäckart som först beskrevs av Carl von Linné 1758.  Architectonica perspectiva ingår i släktet Architectonica och familjen Architectonicidae. Inga underarter finns listade i Catalogue of Life.

## Bildgalleri

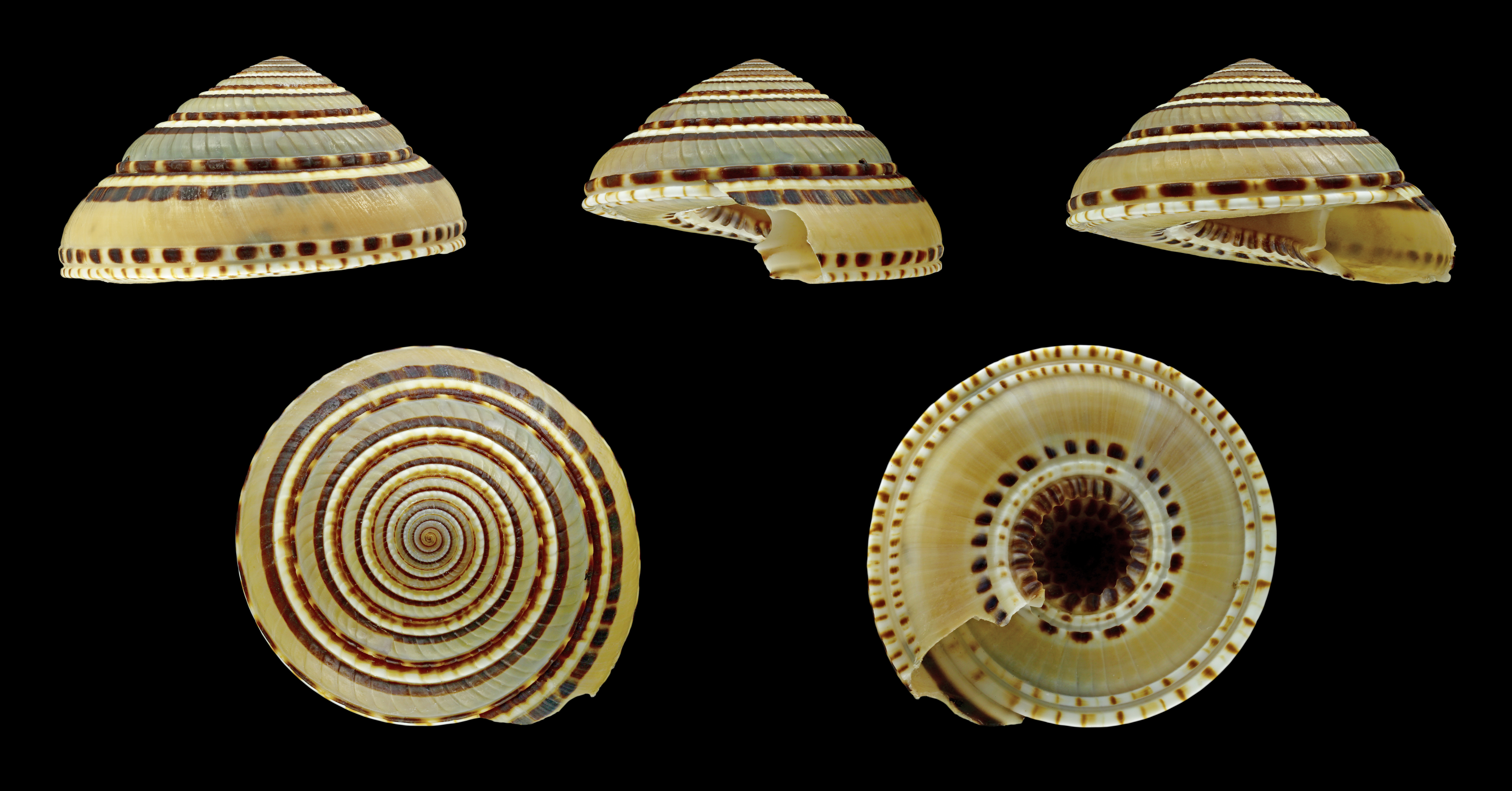